# Gifted (1990)
Gifted is een korte speelfilm van Peter Johan Peeters, met in de hoofdrollen Manouk van der Meulen, Miguel Stigter en Marjolein Macrander. De film werd voor het eerst vertoond tijdens het Nederlands Film Festival (Nederlandse Filmdagen) in 1990.
Gifted is in feite een pilotaflevering van een serie korte speelfilms, als project mede opgezet door een Amerikaans mediaconcern en bedoeld voor vertoning op (kabel-)tv alsook als onderdeel van het voorprogrammablok van de filmtheaters (in samenwerking met voorprogramma/reclamefilm-distributeur Cloeck & Moedigh), maar om verschillende redenen is het bij deze ene aflevering gebleven.